# Jan van Marselaer
Jan van Marselaer, ridder, (Malderen, ca. 1330 - aldaar, ca. 1397) was heer van de bij Malderen gelegen heerlijkheid Marselaer. Hij streed onder de vaandel van Jan van Releghem mee met het Brabantse leger in de Slag bij Baesweiler in 1371, maar werd na de nederlaag twee jaar lang krijgsgevangen gehouden. Later was hij onder meer verantwoordelijk voor de bouw van de Koevoetmolen, op de grens van Malderen en Londerzeel.

## Familie
Jan was zoon van Hendrik III van Marselaer en van Beatrijs van de Voorde. Hendrik III was behalve heer van Marselaer ook kerkmeester van de parochie Malderen. Hendrik en Beatrijs hadden 5 kinderenː hun zonen Jan en Gillis en hun dochters Lysbeth, Lente en Archa. Rond het jaar 1377 overleed Hendrik, waarna zijn oudste zoon Jan – toen ongeveer 47 jaar oud – heer van Marselaer werd.
Jan zelf trouwde in een eerste huwelijk met Kathelijne van der Meeren, na diens dood hertrouwde hij met Kathelijne van Coudenborgh. De oudste zoon van Jan, Gillis, zou het Hof van Marselaer erven. De andere grondeigendommen werden verdeeld onder Gillis en diens zusters Maria en Elisabeth.

## Heerlijkheid Marselaer
Marselaer, het gebied waarvan Jan heer was, lag te midden van de dorpen Malderen, Lippelo en Londerzeel Sint-Jozef en is vandaag een natuurgebied dat nu deel uitmaakt van het grotere Domein Winterpoel. Doorheen dit gebied loopt vandaag nog steeds de Marselaerdreef. In 1312 werd vermeld dat de heerlijkheid 36 bunder telde (ongeveer 45 hectare) en dat er 11 leenmannen in dienst van de heer ervan stonden. Ook stond er toen al een watermolen in het gebied, namelijk de Kwade Molen (Quaeden Molen).

## Levensloop

### Slag bij Baesweiler
In 1371 trok Jan – toen rond zijn 40e levensjaar – onder leiding van Wenceslaus I van Luxemburg, hertog van Brabant, naar het bij Aken gelegen plaatsje Baesweiler. Het hertogdom Brabant nam het, gesteund door het Graafschap Namen, op tegen de hertogen van Gulik en Gelre. Jan stond onder de directe leiding van Jan van Releghem, de amman van Brussel. Van Releghem werd gedood, en Jan van Marselaer werd net als hertog Wenceslaus en vele andere gevangengenomen. Jan hoorde bij de groep die uiteindelijk pas in 1374 vrijgelaten werd, meer dan twee jaar later. Hiervoor moesten zware sommen losgeld betaald worden, zo werd er geld opgehaald bij maar liefst 173 mensen in Steenhuffel om Jan en diens dorpsgenoten Gielis van Bouchout en Aert van Steenhuffel te kunnen vrijkopen.

### Bouw van de Koevoetmolen
Rond het jaar 1390 liet ridder Jan in zijn gebied een tweede watermolen bouwen, waardoor zijn heerlijkheid aan belang won. Molens waren toen immers de manier om energie op te wekken om graan te malen en de molenaar had hieraan ook een zeer goede verdienste door zijn scheprecht. Op 10 januari 1391 werd deze molen, toen molen van Coevoirde, voor het eerst vermeld in zijn dan opgemaakte testament. De beek waarop de molen ligt, ligt precies op de grens van de hedendaagse deelgemeenten Londerzeel en Malderen. De Koevoetmolenstraat is genaamd naar de in zijn opdracht gebouwde molen.